# Aquilegia nigricans
Aquilegia nigricans és un tipus de plantes herbàcies del gènere Aquilegia que pertany a la família de les ranunculàcies.

## Descripció
És una planta herbàcia hemicriptòfita perenne que fa una alçada de 20 a 40 cm. Té nombroses tiges. El càudex està ramificat. Les fulles són llargues amb plaques dobles trifoliades.
Té una inflorescència apical, racemosa, amb poques flors. Les flors són de color porpra i floreixen entre juny i juliol. La seva fructificació es produeix entre juliol i agost. El fruit és un fol·licle. Només produeix una sola llavor per flor.

## Ecologia i distribució
Mesophyte. Es troba a una altitud de 900-1800 msnm a la part superior de la zona alpina i subalpina en pedregars, cobertes en febles pistes de gespa i a afloraments rocosos.
És una espècie que creix a l'Europa Central. Es troba a les muntanyes dels Alps, Balcans i en els Carpats meridionals i orientals.

## Estat de protecció
Està inclòs a la l'Internacional del llibre Vermell. Està protegida a Ucraïna, Bulgària i Romania.

## Taxonomia
Aquilegia nigricans va ser descrita per Baumg., Enum. Stirp. Transsilv. 2: 104, a l'any 1816.
Etimologia
aquilegia : nom genèric que deriva del llatí aquila = "l'àguila", en referència a la forma dels pètals de la qual es diu que és com l'urpa d'una àguila.
nigricans: epítet llatí que significa "negrós".
Sinonímia
Segons la base de dades d'informació The Plant List, la sinonímia de les espècies que inclou els noms següents:
- Aquilegia atrata var. macrantha Schur
- Aquilegia blecicii A.Podob.
- Aquilegia haenkeana W.D.J.Koch
- Aquilegia sternbergii|Rchb.
- Aquilegia ullepitschii Pax
- Aquilegia vulgaris var. alpestris Kitt.
- Aquilegia vulgaris var. nigricans (Baumg.) Schur
- Aquilegia vulgaris var. nigricans (Baumg.) Brühl
- Aquilegia vulgaris var. sternbergii (Rchb.) Baker
- Aquilegia vulgaris f. sternbergii (Rchb.) Rapaics